# Otis Harlan
Otis Harlan (29 de diciembre de 1865 – 21 de enero de 1940) fue un actor cómico estadounidense. 

## Biografía
Nacido en Zanesville (Ohio), estuvo casado con Nellie Harvey y tuvo una hija llamada Marion. Harlan era tío del actor de cine mudo Kenneth Harlan.
En 1906 actuó en el musical de Victor Herbert The Magic Knight. En 1911 trabajaba como artista de vodevil y actuaba en musicales ragtime de Irving Berlin. Harlan hizo el papel de Cap'n Andy en la primera versión filmada, parcialmente sonora, de la obra Show Boat (1929). También fue el Maestro de Ceremonias en el prólogo sonoro que acompañaba a la película. 
En 1935 Harlan fue Starveling en la adaptación cinematográfica que Max Reinhardt llevó a cabo de la obra de Shakespeare El sueño de una noche de verano, y en 1937 dio voz al enano "Feliz" en el clásico de animación de Walt Disney Snow White and the Seven Dwarfs. Ese mismo año actuó en el corto de La Pandilla Roamin' Holiday.
Otis Harlan falleció en Martinsville (Indiana), en 1940 a causa de un ictus. Tenía 74 años de edad. Fue enterrado en el Cementerio Green Lawn de Columbus (Ohio).